# Ėldžej
Ėldžej (in russo Элджей?), pseudonimo di Aleksej Konstantinovič Uzenjuk (in russo Алексей Константинович Узенюк?; Novosibirsk, 9 luglio 1994), è un rapper russo.

## Biografia
Originario di Novosibirsk, Ėldžej ha iniziato la sua attività musicale nel 2013 registrando vari album hip hop, mentre a dicembre 2017 ha aperto la propria etichetta discografica. Nello stesso anno ha inciso Rozovoe vino con Feduk, che ha riscontrato una notevole popolarità nell'Europa orientale, raggiungendo la top 20 di Lettonia, Polonia e Russia, e ottenendo un disco d'oro dalla Związek Producentów Audio-Video con oltre 10 000 unità vendute in territorio polacco. Rozovoe vino è risultato inoltre il brano più riprodotto nel corso del 2017 su VKontakte, la principale rete sociale russa, con oltre 200 milioni di stream.
Nel 2019 ha pubblicato Sayonara detka, che conta la partecipazione della kosovara-albanese Era Istrefi, che è stato uno dei brani di maggior successo dell'intero anno sia in Russia che in Lettonia. È divenuto il primo artista ad aver totalizzato un miliardo di stream combinati attraverso VK Muzyka e Boom.
L'anno dopo è stato in messo commercio dalla Universal Music Russia il suo settimo album in studio Sayonara Boy Opal, che ha esordito nella classifica dei dischi in Estonia e Lituania. A giugno 2020 viene resa disponibile la hit Cadillac, grazie alla quale ha ottenuto il suo miglior posizionamento nella Eesti Tipp-40 e nella Singlų Top 100 lituana.
Sayonara bol', diffuso per il consumo nel marzo 2023 in esclusiva su VK Muzyka, è stato susseguito dal nono LP Complex polnocennosti, presentato nel luglio 2025.

## Discografia

### Album in studio
- 2015 – Boški dymjatsja
- 2016 – Sayonara Boy
- 2016 – Biblioteka
- 2017 – Sayonara Boy ろ
- 2018 – Sayonara Boy X
- 2018 – Sayonara Boy 143
- 2020 – Sayonara Boy Opal
- 2023 – Sayonara bol'
- 2025 – Complex polnocennosti

### Album di remix
- 2018 – Sayonara Boy ろ (Remix)
- 2020 – Destructive Version

## Riconoscimenti
- MTV Europe Music Awards
  - 2018 – Candidatura al Miglior artista di MTV Russia[17]

- Premija Muz-TV
  - 2018 – Svolta dell'anno[18]
  - 2018 – Candidatura alla Miglior canzone per Rozovoe vino[18]
  - 2018 – Candidatura alla Miglior canzone del web per Minimal[18]
  - 2019 – Candidatura al Miglior progetto hip hop/R&B[19]
  - 2021 – Candidatura alla Miglior canzone per Cadillac[20]
  - 2021 – Candidatura alla Miglior collaborazione per Cadillac[20]

- Premija RU.TV
  - 2018 – Miglior debutto per Rozovoe vino[21]
  - 2018 – Candidatura alla Miglior canzone per Rozovoe vino[22]
  - 2018 – Candidatura al Miglior progetto hip hop[22]
  - 2018 – Candidatura al Miglior video di danza per Rozovoe vino[22]

- Rossijskaja nacional'naja muzykal'naja premija Viktorija
  - 2017 – Candidatura alla Hit dance dell'anno per Rozovoe vino[23]
  - 2019 – Miglior artista hip hop per Sayonara detka[24]
  - 2023 – Candidatura al Miglior artista hip hop per Keyhole[25]

- Žara Media Awards
  - 2024 – Candidatura alla Coppia dell'anno[26]

- Žara Music Awards
  - 2021 – Candidatura alla Hit di Internet per Cadillac[27]